# Bio Force Ape
Bio Force Ape (яп. バイオ・フォース・エイプ баио фо:су эйпу) — невыпущенная видеоигра в жанре экшн-платформер, находившаяся в разработке для платформы Nintendo Entertainment System. Предполагалось, что она будет издана в 1991 году японской компанией SETA, однако выпуск был отменён. В 2010 году картридж с прототипом игры появился на японском интернет-аукционе Yahoo! Auctions, где был выкуплен Фрэнком Сифолди — основателем сайта Lost Levels, посвящённый поиску неизданных игр. В 2011 году образ ПЗУ игры был выложен в Интернет и стал доступен для эмуляции. Сюжет игры повествует о шимпанзе-мутанте, сражающемся с монстрами, чтобы спасти свою семью. После появления образа ПЗУ в Интернете критиков главным образом впечатлила плавная анимация спрайтов. 1 января 2022 года группой Hidden Palace был слит прототип, предназначенный для выпуска в США в 1992 году (о чём свидетельствуют «копирайты» того года).

## Сюжет и игровой процесс
Игра повествует о ручном шимпанзе, который под воздействием генетической мутации превращается в человекоподобное существо и отправляется на борьбу с мутантами, чтобы спасти свою семью — учёного и его дочь, которых похитил зеленокожий злодей. Игра представляет собой экшн-платформер, где игроку в роли обезьяны-мутанта необходимо пройти три уровня. Шимпанзе может перепрыгивать препятствия, бить врагов кулаком, и в момент, когда у них происходит головокружение, совершать завершающий удар из реслинга. В конце игры происходит схватка с боссом, который превращается в такую же обезьяну-мутанта.

## Отмена выпуска и поиск прототипа
Bio Force Ape находилась в разработке в 1991 году и должна была быть издана в Японии и Северной Америке компанией SETA для платформы Nintendo Entertainment System. Игра впервые была представлена североамериканской игровой прессе на выставке Consumer Electronics Show в июне 1991 года. В том же году она была анонсирована в августовских номерах журналов Nintendo Power и Electronic Gaming Monthly. Затем в номере Nintendo Power за апрель 1992 года вышла заметка об отмене выпуска игры. Спустя годы Bio Force Ape начала вызывать споры о своём подлинном существовании среди коллекционеров и поклонников приставки NES. Она не являлась единственной неизданной игрой, но в отличие от других подобных случаев достаточно долгое время энтузиастам не удавалось найти картридж с прототипом этой игры или иное подтверждение её существования, тогда как другие «потерянные» игры всё-таки находились.
В 2005 году на Digital Press, — популярном форуме среди коллекционеров видеоигр, была создана тема под названием «Bio Force Ape». Создатель темы Пол Браун (англ. Paul Brown) утверждал, что ему удалось найти эту игру. В доказательство своих слов он опубликовал фотографию картриджа-прототипа и снимки экрана телевизора с фрагментами игры. Описание игрового процесса Брауна соответствовало статье из Nintendo Power. Вскоре на форуме разгорелся спор. Коллекционеры призывали Брауна продать им прототип. Остальные же просили его найти возможность снять образ ПЗУ игры и выложить его в Интернет. В ответ коллекционеры предупреждали, что снятие образа картриджа снизит её рыночную стоимость, в то время как за картридж с неповреждённым корпусом можно получить больше 2 000 долларов. В итоге, ссылаясь на разочарование в развернувшейся дискуссии и на обеспокоенность за целостность сообщества Digital Press, Браун написал ответ в теме, прикрепив к нему фото разбитого картриджа. Однако тема Пола оказалась шуткой, а картридж и скриншоты умело сделанной подделкой.
Мистификация Брауна принесла популярность Bio Force Ape за пределами сообщества коллекционеров, однако в последующие годы новой информации о ней не появлялось, пока в марте 2010 года на интернет-аукционе Yahoo! Auctions в Японии не был выложен лот с картриджем прототипа этой игры. На сайте вместе с коротким описанием был опубликован один скриншот и фотография картриджа. Лот заметил Пол Браун и оповестил о нём Фрэнка Сифолди (англ. Frank Cifaldi) — основателя сайта Lost Levels, посвящённый поиску неизданных игр. Тот, в свою очередь, собрав пожертвования от друзей и пользователей сайта, сделал ставку на лоте с искомой игрой. В итоге Фрэнк победил в аукционе со ставкой 250 000 иен (на тот момент около 2 700 долларов). Игра с аукциона оказалась подлинной, её образ был снят и выложен в Интернет 1 апреля 2011 года.
1 января 2022 года группа «Hidden Palace» опубликовала прототип, предназначенный для выпуска в США, датируемый 1992 годом, с мелкими изменениями.

## Восприятие
В анонсе Nintendo Power игра была названа «самым быстрым экшеном, из когда-либо виденных на NES». После появления образа игры в Интернете автор с сайта Destructoid назвал её анимации самыми плавными, что он видел на консоли NES, и посчитал, что игра могла стать культовой классикой, если бы всё-таки вышла. Рецензент с сайта Hardcore Gaming 101 нашёл платформинг и боевую систему игры скучными. Однако он высоко оценил музыкальное сопровождение, сравнив его с саундтреками игр Sunsoft, а также графику игры, в особенности за плавную анимацию персонажей.